# Zapotal Segundo (västra Tantoyuca kommun)
Zapotal Segundo är en ort i Mexiko.   Den ligger i kommunen Tantoyuca och delstaten Veracruz, i den sydöstra delen av landet, 230 km norr om huvudstaden Mexico City. Zapotal Segundo ligger 148 meter över havet och antalet invånare är 189.
Terrängen runt Zapotal Segundo är huvudsakligen platt. Zapotal Segundo ligger uppe på en höjd. Runt Zapotal Segundo är det ganska tätbefolkat, med 72 invånare per kvadratkilometer. Närmaste större samhälle är Tantoyuca, 12,0 km öster om Zapotal Segundo. Trakten runt Zapotal Segundo består till största delen av jordbruksmark.